# Tom M. Mitchell

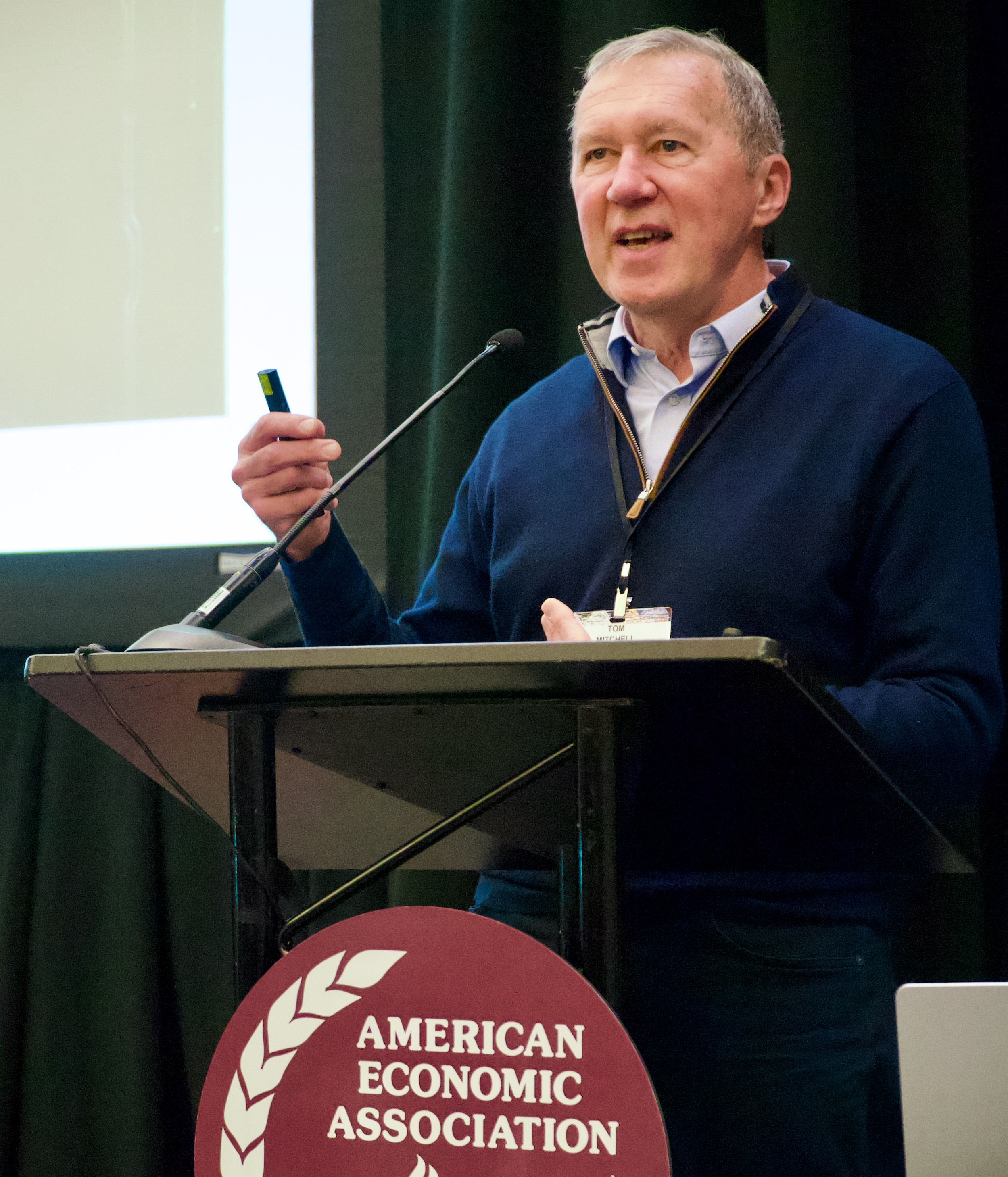
Tom M. Mitchell, 2025

Tom Michael Mitchell (* 9. August 1951 in Blossburg, Pennsylvania) ist ein US-amerikanischer Informatiker, der sich mit Maschinenlernen, Künstlicher Intelligenz und kognitiven Neurowissenschaften befasst.
Mitchell studierte am Massachusetts Institute of Technology mit dem Bachelor-Abschluss 1973 und wurde 1979 bei Bruce Buchanan an der Stanford University promoviert (Version Spaces: An Approach to Concept Learning).  Er war ab 1978 Assistant Professor und danach Associate Professor an der Rutgers University und ab 1986 Professor an der Carnegie Mellon University und ab 2006 Erster Leiter der Abteilung Maschinenlernen. 1999 wurde er E. Fredkin Professor und 2009 University Professor.
Er ist Projektleiter beim Never-Ending Language Learning (NELL) System, das in natürlicher Sprache gestellte Fragen ohne menschliches Einschalten beantworten soll ähnlich Watson bei IBM.
Er ist Mitglied der National Academy of Engineering, Fellow of the American Association for the Advancement of Science (2008), der American Academy of Arts and Sciences (2016) und der Association for the Advancement of Artificial Intelligence. 1984 erhielt er einen Presidential Young Investigator Award der NSF und 1983 einen IJCAI Computers and Thought Award.

## Schriften (Auswahl)
- Machine Learning, McGraw Hill 1997, 2006
- mit Jaime G. Carbonell, Ryszard S. Michalski: Machine Learning : A Guide to Current Research, Kluwer 1986